# Бен-Эзра (синагога)
Синагога Бен-Езра (ивр. בית כנסת בן עזרא‎, араб. معبد بن عزرا‎, англ. Ben Ezra Synagogue), известна также как El-Geniza Synagogue (ивр. בית כנסת אל גניזה‎) или Synagogue of the Levantines (al-Shamiyin), — одна из древнейших синагог старого Каира.
Синагога получила всемирную известность благодаря случайно найденному в ней хранилищу древних еврейских, арамейских и иудейско-арабских рукописей. Коллекция, известная как Каирская гениза, хранится в рукописных собраниях ряда европейских библиотек. Её основная часть была доставлена в Кембриджский университет, Англия. Среди многих реликвий в коллекции было обнаружено так называемое «Киевское письмо», которое считается древнейшим аутентичным документом, написанным на территории Руси (датируется X веком н. э.). Документ написан на иврите и содержит одно из первых упоминаний о Киеве.

## История
Точная история всех зданий, находившихся на месте нынешней синагоги, неизвестна. По некоторым сведениям самое раннее из них датируется 350 г. до н. э.
Позднее на этом месте был сооружен храм коптской православной церкви. В 882 году патриарх Александрийской коптской православной церкви для того, чтобы оплатить налог мусульманам, продал здание церкви и её территорию еврейской раввинистической общине за 20 тысяч динаров.
13 мая 1896 года исследователь Соломон Шехтер в генизе (хранилище) синагоги Бен-Эзра обнаружил крупнейший архив средневекового еврейства. Найденные рукописи охватывают более тысячелетия (с конца IX по конец XIX в.). Этот архив, получивший название «Каирская гениза», стал культурным достоянием и ценным архивом еврейской (и шире, средиземноморской) истории. Изучение Каирской генизы стало делом жизни востоковеда Шломо Гойтейна.
Строительство нынешнего здания синагоги было завершено в 1892 г. С 1983 по 1995 г. была проведена реконструкция здания. Сейчас оно используется как музей.

## Интерьер
Основное помещение синагоги имеет два этажа, первый был предназначен для мужчин, а второй — для женщин.
В орнаментах интерьера широко использованы вариации на тему первых двух итераций фрактального треугольника Серпинского.